# 大卫·施瓦涅尔
大衛·施瓦涅爾（法語：David Choinière；1997年2月7日—）是一名加拿大足球員，在場上司職中場。

## 生平

### 俱樂部生涯
2019年3月，施瓦涅爾簽約加盟加超聯球隊哈密爾頓鍛鋼。同年8月1日，施瓦涅爾在客場挑戰安提瓜危地馬拉的中北美洲及加勒比海聯賽比賽末段攻入一球，協助哈密爾頓以1-2擊敗對手，成為第一支在大洲賽事贏球的加超聯球隊。11月2日，施瓦涅爾在加超聯總決賽第二輪客場挑戰卡加利騎兵的比賽的下半場補時階段攻入全場唯一入球，協助哈密爾頓以0-1擊敗卡加利，以2-0的總比分奪得第一屆加超聯季後賽冠軍。

### 個人生活
大衛·施瓦涅爾的幼弟馬蒂厄·施瓦涅爾也是職業足球員，曾數次入選加拿大男足。兩人在2022年、2023年和2024年加拿大足球錦標賽期間分別相遇。

## 榮譽
哈密爾頓鍛鋼
- 加拿大超級足球聯賽常規賽冠軍：2021
- 加拿大超級足球聯賽季後賽冠軍：2019、2020、2022、2023